# Jean-Rémi Bessieux
Jean-Rémi Bessieux (Vélieux, 24 décembre 1803 - Libreville, 30 avril 1876) fonda l'Église catholique au Gabon et fut le premier évêque de Libreville.
Curé de Minerve en 1830, il choisit de devenir missionnaire pour le compte de la Congrégation du Saint-Esprit et débarqua dans l'estuaire du Gabon en 1844 pour évangéliser les Mpongwès. Il étudia leur langue afin de faciliter leur christianisation, œuvre dans laquelle il rencontra un succès mitigé. 
En 1848, il est nommé Vicaire apostolique de la Sénégambie et des Deux Guinées. Le Père Bessieux reçut l'ordination épiscopale le 14 janvier 1849 sous le nom d'évêque de Gallipoli.
Un boulevard de Libreville et un établissement scolaire ( lycée et collège) réputé de la capitale gabonaise portent son nom.

## Distinction
- Chevalier de la Légion d'honneur (13 aout 1863)[4]